# Oro blu (album)
| Recensione        | Giudizio |
| ----------------- | -------- |
| Ondarock          | 5/10     |
| Recensiamo musica | 8/10     |

Oro blu è il secondo album in studio del rapper italiano Bresh e del produttore discografico italiano Shune, pubblicato il 4 marzo 2022 dalle etichette discografiche Epic Records e Sony Entertainment Italy.

## Descrizione
Composto da 12 tracce, è stato scritto da Bresh con la direzione musicale di Shune e Dibla. Il disco vede la presenza di alcuni artisti della scena musicale rap-urban come Rkomi, Izi, Psicologi, Tony Effe e Massimo Pericolo, insieme a Francesca Michielin, e la collaborazione dei produttori Greg Willen e Crookers.
Il nome dell’album riprende la denominazione con cui è definita l’acqua quotata in borsa e sottolinea come anche le cose più necessarie hanno un prezzo.
Anticipazione dell’intero progetto è stato il singolo Andrea, prodotto da Shune, preceduto da Angelina Jolie, e Caffè, inedito nel quale, per la prima volta, l’artista annunciava la futura uscita dell'album.

## Tracce
1. Ulisse – 2:58 (Andrea Emanuele Brasi, Luca Di Blasi, Luca Ghiazzi)
2. Andrea – 3:06 (Andrea Emanuele Brasi, Luca Di Blasi, Luca Ghiazzi)
3. Parli di me (feat. Rkomi) – 2:43 (Andrea Emanuele Brasi, Mirko Martorana, Luca Di Blasi, Luca Ghiazzi)
4. Come stai (feat. Izi) – 2:47 (Andrea Emanuele Brasi, Diego Germini, Luca Di Blasi, Luca Ghiazzi, Michele Zocca)
5. Angelina Jolie – 2:50 (Andrea Emanuele Brasi, Luca Ghiazzi)
6. Alcool & acqua (feat. Psicologi) – 2:52 (Andrea Emanuele Brasi, Alessio Aresu, Marco De Cesaris, Luca Di Blasi, Luca Ghiazzi)
7. Svuotatasche – 3:52 (Andrea Emanuele Brasi, Luca Di Blasi, Luca Ghiazzi)
8. Amore (feat. Greg Willen) – 2:46 (Andrea Emanuele Brasi, Gregory Taurone, Luca Di Blasi, Luca Ghiazzi)
9. Caffè – 3:10 (Andrea Emanuele Brasi, Luca Di Blasi, Luca Ghiazzi)
10. Fottiti (feat. Tony Effe) – 2:20 (Andrea Emanuele Brasi, Nicolò Rapisarda, Luca Di Blasi, Luca Ghiazzi)
11. Se rinasco (feat. Massimo Pericolo, Crookers) – 3:06 (Andrea Emanuele Brasi, Alessandro Vanetti, Francesco Barbaglia, Luca Di Blasi, Luca Ghiazzi)
12. La presa b e la presa male (feat. Francesca Michielin) – 3:15 (Francesca Michielin, Andrea Emanuele Brasi, Luca Di Blasi, Luca Ghiazzi)

Traccia bonus nella riedizione digitale
1. Il meglio di te – 2:37 (Andrea Emanuele Brasi)

## Classifiche

### Classifiche settimanali
| Classifica (2022) | Posizione massima |
| ----------------- | ----------------- |
| Italia            | 1                 |

### Classifiche di fine anno
| Classifica (2022) | Posizione |
| ----------------- | --------- |
| Italia            | 23        |
| Classifica (2023) | Posizione |
| Italia            | 42        |